# Microhyla pulverata
Espèce
Statut de conservation UICN

 DD  : Données insuffisantes
Microhyla pulverata est une espèce d'amphibiens de la famille des Microhylidae.

## Répartition
Cette espèce est endémique du Viêt Nam. Elle n'est connue que dans sa localité type dans le district de An Khê, dans la province de Gia Lai, entre 700 et 750 m d'altitude,.

## Description
Microhyla pulverata mesure de 17 à 20 mm pour les mâles et de 18 à 20 mm pour les femelles.

## Étymologie
Son nom d'espèce, dérivé du latin pulvis, « poussière », lui a été donné en référence à l'aspect poussiéreux de son ventre.

## Publication originale
- Bain & Nguyen, 2004 : Three new species of narrow-mouth frogs (genus: Microhyla) from Indochina, with comments on Microhyla annamensis and Microhyla palmipes. Copeia, vol. 2004, no 3, p. 507-524 (texte intégral).